# ヘルツ (企業)
株式会社ヘルツ(へるつ：Hertz Co.,Ltd.)は、新潟県長岡市に本社を持つ電子機器および機械設備を製造するメーカー。主な商品はテレビ等に付属される赤外線リモコン装置やFA機器などである。

## 沿革
- 1990年（平成2年）7月 - 株式会社フリーケンシーを設立し、主に各種FA機器(自動機)、画像処理機器などの設計開発を開始。
- 1994年（平成6年）4月 - リモートコントローラの設計・製造・販売を開始すると同時に社名を株式会社ヘルツとする。
- 1997年（平成9年）10月 - 株式会社ヘルツ、株式会社ヘルツ商事に分社。
- 2001年（平成13年）10月 - 自社開発リモコン「HPB-011」製造・販売を開始。
- 2003年（平成15年）4月 - 「ソニー株式会社」OEMグリーンパートナーを取得。
- 2005年（平成17年）12月 - 自社ビルを購入し、現住所へ移転。
- 2011年（平成23年）3月 - 「東北電力株式会社」とスマートコントローラを共同開発。